# Ranxeria Berry Creek
La ranxeria Berry Creek dels indis maidu Tyme són un poble d'amerindis dels Estats Units de la part nord-est de Califòrnia, al sud de Lassen Peak.
Són una tribu reconeguda federalment de la tribu dels maidus, amb seu a Oroville al comtat de Butte. Llur reserva té una superfície de 65 acres (260.000 metres quadrats), situada en dos llocs geogràficament separats: una (39° 30′ 09″ N, 121° 30′ 16″ O / 39.50250°N,121.50444°O) vora Oroville en la comunitat d'Oroville East, i l'altra (39° 37′ 32″ N, 121° 19′ 40″ O / 39.62556°N,121.32778°O) al límit oriental de la comunitat de Berry Creek, a una milla del riu Feather. La tribu té 304 membres registrats; 136 dels quals viuen a la reserva.
A la ranxeria Berry Creek hi ha dos parlants de maidu.

## Notables membres de la ranxeria Berry Creek
- Frank Day (1902–1976), artista